# سید محمدعلی قاضی طباطبایی
سید محمدعلی قاضی طباطبائی (۳۰ مهر ۱۲۹۳ – ۱۰ آبان ۱۳۵۸)، معروف به قاضی طباطبائی مجتهد و فقیه شیعه و از مخالفان پهلوی بود. او پس از انقلاب ۵۷ به‌عنوان نماینده ولی فقیه در آذربایجان شرقی و اولین امام جمعه تبریز منصوب شد. وی در آبان ۱۳۵۸ توسط گروه فرقان ترور شد.

## نسب
وی از نوادگان عبدالوهاب تبریزی است که نسب وی هم به حسن‌مثنی پسر حسن مجتبی می‌رسد.

## تحصیلات
قاضی طباطبایی ، در ۳۰ مهر ۱۲۹۳ در تبریز و در خانواده‌ای از خاندان عبدالوهاب تبریزی متولد شد. سرسلسله خاندان قاضی، میرزا محمدتقی قاضی طباطبایی (درگذشت ۱۲۲۰ یا ۱۲۲۲ قمری) است و نسب سید علی قاضی و سید محمدحسین طباطبایی و برادرش سید محمدحسن الهی طباطبایی نیز به او می‌رسد. تحصیلات مقدماتی را زیر نظر میرزا محمدحسین و میرزا اسدالله گذراند و تحصیلات تکمیلی را از سال ۱۳۵۹ قمری در قم آغاز کرد. همچنین از سال ۱۳۶۹ قمری به نجف رفت.

## کشته شدن
نماز عید قربان ۱۰ آبان سال ۱۳۵۸ به امامت او اقامه شد. وی پس از اقامهٔ نماز مغرب و عشا در مسجد در راه بازگشت به منزل توسط گروه فرقان ترور شد. در تاریخ ۱۱ آبان همان سال خمینی در پیامی کشته‌شدن وی را تسلیت گفت. او در جمهوری اسلامی به عنوان اولین «شهید محراب» شناخته می‌شود.